# Verkehrsbetriebe Grafschaft Hoya
Die Verkehrsbetriebe Grafschaft Hoya GmbH (VGH) ist ein öffentliches Verkehrsunternehmen und Eisenbahn-Infrastrukturunternehmen mit Sitz in Hoya im Landkreis Nienburg/Weser.
Die Gesellschaft betreibt mehrere regionale Buslinien sowie die Bahnstrecke Syke–Eystrup.

## Geschäftsfelder
Die Verkehrsbetriebe Grafschaft Hoya betreiben 26 Buslinien in den Kreisen Diepholz und Nienburg und sind daneben auch im Bus-Touristik-Bereich aktiv. Sie sind das Eisenbahninfrastrukturunternehmen für die Bahnstrecken Eystrup–Hoya und Hoya–Syke, die in Hoya miteinander verbunden sind und betreiben als Eisenbahnverkehrsunternehmen Güterverkehr auf diesen Strecken. Sie bieten im Sommer auch regelmäßige Fahrten mit Triebwagen zwischen Eystrup und Syke an. In Hoya betreiben sie ein Reisebüro.

## Geschichte
Die Verkehrsbetriebe Grafschaft Hoya GmbH (VGH) sind aus dem Zusammenschluss der Kleinbahn Hoya-Syke-Asendorf GmbH und der Hoyaer Eisenbahn-Gesellschaft entstanden. Dadurch besteht heute eine Gleisverbindung zwischen den Hauptstrecken Bremen – Osnabrück (eröffnet 1873) in Syke und Bremen – Hannover (eröffnet 1847) in Eystrup.

### Kleinbahn Hoya–Syke–Asendorf
| Streckennummer: | 9142 |                                         |                                         |
| Kursbuchstrecke: | 192c (Eystrup – Hoya 1934) 215d (Eystrup – Hoya 1946) 219c (Hoya – Bücken 1946) 219a (Hoya – Syke Bahnhof 1946) |                                         |                                         |
| Streckenlänge: | 36,7 km |                                         |                                         |
| Spurweite: | 1435 mm (Normalspur)                                                                                            |                                         |                                         |
| Streckengeschwindigkeit: | 40 km/h |                                         |                                         |
| | |                                         |                                         |
| \| \| \| von Hannover \| \| \| \| 0,0 \| Eystrup \| Eystrup \| \| \| \| \| \| \| \| \| nach Bremen Eystrup VGH \| \| \| \| 3,0 \| Hassel \| Hassel \| \| \| 4,0 \| Hassel Ida (Jübber) \| Hassel Ida (Jübber) \| \| \| 5,5 \| Industriestammgleis Europakarton \| Industriestammgleis Europakarton \| \| \| \| \| \| \| \| \| Hoya, Alter Bahnhof \| \| \| \| \| Weser \| \| \| \| 8,00,0 \| Hoya \| Hoya \| \| \| \| \| \| \| \| \| \| \| \| \| 3,2 \| Bücken \| Bücken \| \| \| \| \| \| \| \| 2,0 \| Hoya Krankenhaus \| Hoya Krankenhaus \| \| \| 3,2 \| Tivoli \| Tivoli \| \| \| 4,6 \| Hoyerhagen \| Hoyerhagen \| \| \| 5,5 \| Sellingsloh \| Sellingsloh \| \| \| 7,0 \| Gehlbergen \| Gehlbergen \| \| \| 9,2 \| Bruchhausen Ost \| Bruchhausen Ost \| \| \| 10,1 \| Bruchhausen Marktplatz \| Bruchhausen Marktplatz \| \| \| \| von Asendorf, Museumseisenbahn \| \| \| \| 11,1 \| Bruchhausen-Vilsen \| Bruchhausen-Vilsen \| \| \| 13,9 \| Berxen \| Berxen \| \| \| 15,0 \| Uenzen \| Uenzen \| \| \| 17,4 \| Süstedt \| Süstedt \| \| \| 19,4 \| Wachendorf \| Wachendorf \| \| \| 22,0 \| Agl. Absatzgenossenschaft Heiligenfelde \| Agl. Absatzgenossenschaft Heiligenfelde \| \| \| 22,5 \| Heiligenfelde \| Heiligenfelde \| \| \| 25,0 \| Syke-Steimke (Ziegelei) \| Syke-Steimke (Ziegelei) \| \| \| 25,8 \| Syke-Steimke-Burdorf \| Syke-Steimke-Burdorf \| \| \| \| Bundesstraße 6 \| \| \| \| 27,2 \| Syke Stadt (Syke-Stadtmitte) \| Syke Stadt (Syke-Stadtmitte) \| \| \| \| \| \| \| \| \| von Bremen \| \| \| \| 28,8 \| Syke / Syke Ost \| Syke / Syke Ost \| \| \| \| nach Osnabrück \| \| | |                                         |                                         |
| Strecke | | von Hannover                            | von Hannover                            |
| Bahnhof · Haltepunkt / Haltestelle Streckenanfang | 0,0 | Eystrup                                 | Eystrup                                 |
| Abzweig geradeaus und nach links · Abzweig geradeaus und von rechts | |                                         |                                         |
| Strecke nach rechts · Dienststation / Betriebs- oder Güterbahnhof | | nach Bremen Eystrup VGH                 | nach Bremen Eystrup VGH                 |
| Haltepunkt / Haltestelle | 3,0 | Hassel                                  | Hassel                                  |
| Haltepunkt / Haltestelle | 4,0 | Hassel Ida (Jübber)                     | Hassel Ida (Jübber)                     |
| Abzweig geradeaus und nach rechts | 5,5 | Industriestammgleis Europakarton        | Industriestammgleis Europakarton        |
| Strecke von links (außer Betrieb) · Abzweig geradeaus und ehemals nach rechts | |                                         |                                         |
| Kopfbahnhof Streckenende (Strecke außer Betrieb) · Strecke | | Hoya, Alter Bahnhof                     | Hoya, Alter Bahnhof                     |
| Brücke über Wasserlauf | | Weser                                   | Weser                                   |
| Kopfbahnhof Streckenanfang · Haltepunkt / Haltestelle | 8,00,0 | Hoya                                    | Hoya                                    |
| Abzweig geradeaus und von links · Strecke nach rechts | |                                         |                                         |
| Abzweig geradeaus und ehemals nach links · Strecke von rechts (außer Betrieb) | |                                         |                                         |
| Strecke · Kopfbahnhof Streckenende (Strecke außer Betrieb) | 3,2 | Bücken                                  | Bücken                                  |
| Verschwenkung nach links | |                                         |                                         |
| ehemaliger Haltepunkt / Haltestelle | 2,0 | Hoya Krankenhaus                        | Hoya Krankenhaus                        |
| Haltepunkt / Haltestelle | 3,2 | Tivoli                                  | Tivoli                                  |
| Bahnhof | 4,6 | Hoyerhagen                              | Hoyerhagen                              |
| Haltepunkt / Haltestelle | 5,5 | Sellingsloh                             | Sellingsloh                             |
| Haltepunkt / Haltestelle | 7,0 | Gehlbergen                              | Gehlbergen                              |
| Bahnhof | 9,2 | Bruchhausen Ost                         | Bruchhausen Ost                         |
| Haltepunkt / Haltestelle | 10,1 | Bruchhausen Marktplatz                  | Bruchhausen Marktplatz                  |
| Abzweig geradeaus und von links | | von Asendorf, Museumseisenbahn          | von Asendorf, Museumseisenbahn          |
| Bahnhof | 11,1 | Bruchhausen-Vilsen                      | Bruchhausen-Vilsen                      |
| Haltepunkt / Haltestelle | 13,9 | Berxen                                  | Berxen                                  |
| Bahnhof | 15,0 | Uenzen                                  | Uenzen                                  |
| Haltepunkt / Haltestelle | 17,4 | Süstedt                                 | Süstedt                                 |
| Haltepunkt / Haltestelle | 19,4 | Wachendorf                              | Wachendorf                              |
| Dienststation / Betriebs- oder Güterbahnhof | 22,0 | Agl. Absatzgenossenschaft Heiligenfelde | Agl. Absatzgenossenschaft Heiligenfelde |
| Haltepunkt / Haltestelle | 22,5 | Heiligenfelde                           | Heiligenfelde                           |
| Haltepunkt / Haltestelle | 25,0 | Syke-Steimke (Ziegelei)                 | Syke-Steimke (Ziegelei)                 |
| Haltepunkt / Haltestelle | 25,8 | Syke-Steimke-Burdorf                    | Syke-Steimke-Burdorf                    |
| Bahnübergang | | Bundesstraße 6                          | Bundesstraße 6                          |
| Haltepunkt / Haltestelle | 27,2 | Syke Stadt (Syke-Stadtmitte)            | Syke Stadt (Syke-Stadtmitte)            |
| Verschwenkung von rechts | |                                         |                                         |
| Abzweig geradeaus und von links · Abzweig ehemals geradeaus und nach rechts | | von Bremen                              | von Bremen                              |
| Bahnhof · Kopfbahnhof Streckenende (Strecke außer Betrieb) | 28,8 | Syke / Syke Ost                         | Syke / Syke Ost                         |
| Strecke | | nach Osnabrück                          | nach Osnabrück                          |

Während die Hoyaer Eisenbahn schon im Jahr 1881 von Osten her bis zur Weser bei Hoya verkehrte, waren die Gemeinden in der von Landwirtschaft geprägten Gegend um Bruchhausen-Vilsen noch jahrelang ohne Gleisanschluss.
So bildete sich eine GmbH, die Kleinbahn Hoya–Syke–Asendorf, kurz HSA, an der der preußische Staat, der Kreis Hoya und 22 Gemeinden beteiligt waren.
Am 6. Juni 1900 wurde die 29 Kilometer lange, meterspurige Kleinbahnstrecke von Syke über Heiligenfelde und Bruchhausen-Vilsen bis Hoya eröffnet. Gleichzeitig entstand eine acht Kilometer lange Zweigbahn von Bruchhausen-Vilsen nach Asendorf und am 1. Juni 1905 noch die drei Kilometer lange Verbindung Hoya–Bücken, so dass das Meterspurnetz 40 Kilometer umfasste.
Erst am 5. Oktober 1912 kam es zur Verbindung der beiden Bahnbetriebe, als die Hoyaer Eisenbahn auf einer von der HSA erbauten Brücke um zwei Kilometer auf das linke Weserufer zum neuen Gemeinschaftsbahnhof Hoya geführt wurde. Der durchgehende Verkehr konnte aber erst 50 Jahre später aufgenommen werden, als die HSA-Strecke Syke–Hoya auf Normalspur umgebaut worden war. Allerdings konnten seit 1940 normalspurige Güterwagen mit Rollböcken auf der Schmalspur weiterbefördert werden.
In den Jahren von 1924 bis 1959 war die Betriebsführung dem Niedersächsischen Landeseisenbahnamt (früher Landeskleinbahnamt) in Hannover übertragen.
1956 verkehrten auf der Strecke Hoya–Eystrup werktags sieben Zugpaare, sonntags fünf; zwischen Bruchhausen-Vilsen und Asendorf fünf Zugpaare werktags, drei sonntags, zwischen Hoya und Bücken werktags drei Zugpaare. Alle Personenzüge wurden mit Triebwagen gefahren.
Der Personenverkehr wanderte mehr und mehr auf die Straße ab – teils auch auf den am 24. Januar 1951 eröffneten Omnibusbetrieb –, so dass er auf der Schiene zwischen Bruchhausen-Vilsen und Asendorf am 31. Mai 1959, zwischen Hoya und Bücken am 1. August 1960 eingestellt wurde. Auf dem Bückener Zweig endete der Güterverkehr am 20. Mai 1963, die Strecke wurde danach abgebaut.

### Verkehrsbetriebe Grafschaft Hoya GmbH (VGH)
Am 20. Juni 1963 fand – unter dem Druck der wirtschaftlichen Verhältnisse – die Fusion der beiden Gesellschaften zu den Verkehrsbetrieben Grafschaft Hoya GmbH statt, der dem Namen des damaligen Landkreises entsprach. In dieser Zeit war auch die Osthälfte der HSA-Stammstrecke – mit Hilfe der Bundeswehr – umgespurt worden. Ab 25. Mai 1963 fuhr der erste normalspurige Zug zwischen Hoya und Bruchhausen-Vilsen. Der zweite Teil weiter nach Syke war erst am 17. Januar 1966 vollendet, so dass nun durchgehende Personenzüge von Eystrup bis Syke gefahren werden konnten. Der Verkehr hielt sich aber nur wenige Jahre, am 1. Oktober 1972 wurde auch auf der Stammstrecke Eystrup – Hoya – Syke der Personenverkehr eingestellt.
Nachdem auf der Asendorfer Bahn im August 1971 der Güterverkehr eingestellt worden war, ging diese 1973 auf den Kreis Grafschaft Hoya und Anliegergemeinden über und blieb so als einziger Teil des ursprünglich 40 Kilometer langen Schmalspurnetzes erhalten. Hier hatte bereits 1966 der Deutsche Eisenbahn-Verein e. V. (DEV) die erste Museums-Eisenbahn in Deutschland eröffnet.
Die Hauptstrecke ist noch in Betrieb. Im Jahr 2005 wurde der Abschnitt Syke–Heiligenfelde erneuert. Nun kann auch hier ein touristischer Personenverkehr angeboten werden. Im Oktober 2008 wurde die Weserbrücke in Hoya komplett erneuert.
Nach dem Ausscheiden des Landes Niedersachsen aus der Gesellschaft verteilten sich die Anteile auf die Landkreise Diepholz und Nienburg sowie die Städte Hoya und Syke und 19 Gemeinden. 2004 fungierten als Gesellschafter neben den beiden Landkreisen die Weserbahn (WBG) und die Mittelweserbahn sowie die Städte und Gemeinden Hoya, Syke, Bruchhausen-Vilsen, Hoyerhagen und Eystrup. Nachdem die Weserbahn 2006 als Gesellschafter ausschied, wurden die Anteile von der Verden-Walsroder Eisenbahn (VWE) übernommen.
Die VGH führte zunächst ihren Betrieb selbst. Von 1991 bis Mitte 2001 nahm diese Aufgabe die Osthannoversche Eisenbahnen (OHE) wahr, dann bis Ende 2003 die WeserBahn, die bis 2006 auch den Eisenbahnbetriebsleiter stellte. Seither wird die Betriebsleitung in Personalunion vom Geschäftsführer der VWE wahrgenommen.

## Kaffkieker

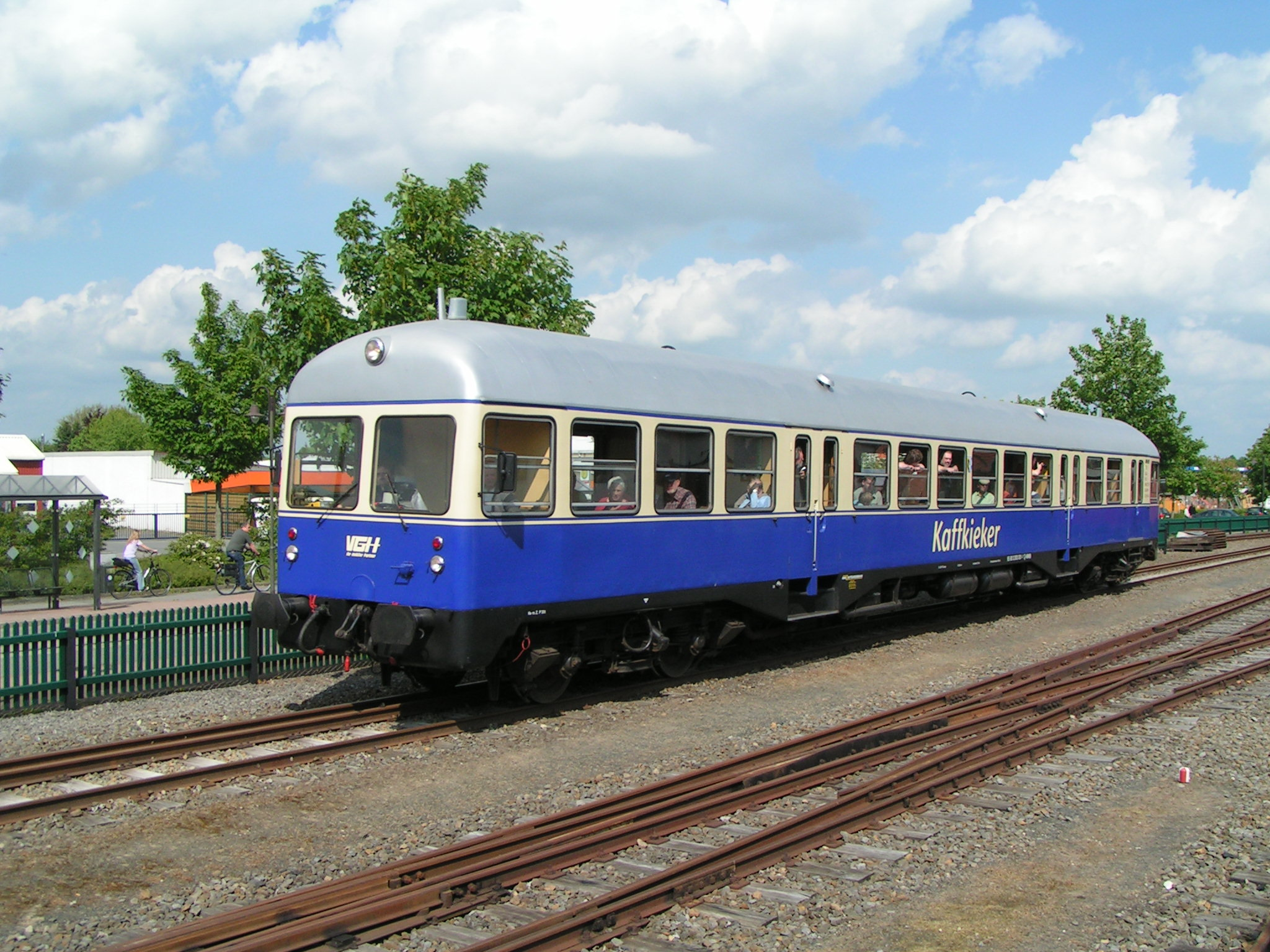
„Kaffkieker“-Triebwagen im Bahnhof Bruchhausen-Vilsen

Der Kaffkieker ist ein touristischer Verkehr mit historischen Triebwagen, der unter diesem Namen seit 2007 zwischen Syke und Eystrup in Betrieb ist. In den Jahren davor war touristischer Verkehr als Hoyaer Eisenbahn nur zwischen Eystrup und Bruchhausen-Vilsen und Heiligenfelde möglich. Nach Fahrplan verkehrt er von Mai bis September sonn- und feiertags, 2007 jeden 1. und 4. Sonntag, ab 2008 jeden 1. und 3. Sonntag. Für die 36,7 Kilometer lange Strecke benötigt der Kaffkieker rund 1,5 Stunden. Bei Bedarf hält er an allen Stationen.
Als Fahrzeug wird ein Dieseltriebwagen des Typs MaK GDT eingesetzt.

## Fuhrpark
- 44 Linienbusse
- 3 Reisebusse
- Diesellok V 22 (MaK, Baujahr 1989, Typ: MaK G 763 C)

Folgende Fahrzeuge des Deutschen Eisenbahn-Vereins sind bei der VGH eingestellt:
- Diesellok V 36 005 (Deutz AG, Baujahr 1944, Typ: V 36)
- Diesellok V 241 (Gmeinder, Baujahr 1959, Typ: Köf III)
- Triebwagen T 1 (Gothaer Waggonfabrik, Baujahr 1936)
- Triebwagen T 2 (Maschinenfabrik Esslingen, Baujahr 1956, Typ: Esslinger Triebwagen)
- Triebwagen T 3 (MaK, Baujahr 1959, Typ: MaK GDT)